# Catalogna del Nord

Il dipartimento francese dei Pirenei Orientali, anche chiamato Rossiglione in ambito francese e Catalogna del Nord in ambito catalano

Catalogna del Nord (catalano: Catalunya del Nord o Catalunya Nord; francese: Catalogne Nord o Pays Catalan, spagnolo: Cataluña del Norte) è la denominazione usata, principalmente nell'area catalana, per designare quella parte del Principato di Catalogna passata alla Francia in virtù del Trattato dei Pirenei (1659).

## Geografia
La regione, storicamente di lingua e di cultura catalana, corrisponde quasi totalmente all'attuale dipartimento francese dei Pirenei Orientali, ad esclusione di una piccola zona (cat. Fenolleda, franc. Fenouillèdes) che appartiene all'area occitana.
Capoluogo e maggior centro abitato della regione è Perpignan (cat. Perpinyà), con oltre 100 000 abitanti.

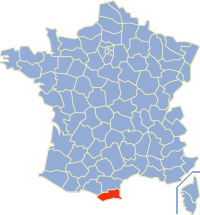
La mappa con il dipartimento dei Pirenei Orientali, che corrisponde in gran parte alla Catalogna del Nord con incluso il distretto di Fenolheda di lingua occitana;

Nella storia catalana la Catalogna del Nord non ha mai formato un'entità politico-amministrativa a sé stante, se non appunto in seguito all'unione con la Francia. Sotto l'Ancien Régime ebbe il nome di provincia del Rossiglione e per secoli l'antica denominazione cadde in disuso, tornando ad essere impiegata solo dagli anni 1970 in poi. Per tali motivi ancora oggi si utilizza spesso, anche se impropriamente, il nome di Rossiglione, sia in Catalogna, sia, soprattutto, al di fuori di essa, per identificare l'intera zona catalana del sud della Francia. 
In realtà la Catalogna del Nord è più estesa del Rossiglione e, delle antiche comarche (comarques) catalane, comprende, oltre al Rossiglione (Rosselló), il Capcir, il Conflent, il Vallespir e la parte settentrionale della Cerdagna (chiamata oggi Alta Cerdagna per distinguerla dalla metà meridionale, rimasta in territorio spagnolo).
Tali comarche rivestono una notevole importanza storica per la nazione catalana in quanto le dinastie catalano-aragonesi trassero le proprie origini proprio dalla Catalogna del Nord, nel paese di Rià, vicino a Prada, nel Conflent.

## Il trattato dei Pirenei
In seguito alla firma del Trattato dei Pirenei (7 novembre 1659) Filippo IV di Spagna cedette queste terre alla Francia, della quale da quel momento hanno fatto ininterrottamente parte.
Il 2 aprile 1700, con decreto reale, venne bandito l'uso della lingua catalana dagli atti e documenti ufficiali e vennero sciolte le istituzioni catalane (la Generalitat, i consoli ecc.), malgrado lo stesso trattato ne prevedesse il mantenimento.
Da allora il francese continua ad essere l'unica lingua ufficiale riconosciuta (principio sancito dalla Costituzione francese) ed utilizzata nel pubblico insegnamento. Tuttavia, la lingua catalana è ancora viva e parlata da circa il 40% della popolazione e il 23% parla francese ma capisce il catalano. Anche se uno statuto di bilinguismo per la Catalogna del Nord sembra lontano, la lingua ha trovato rinnovata vitalità grazie alla maggiore consapevolezza storica, ai mezzi di informazione ed a iniziative culturali mirate.